# 葬送行進曲 (ショパン)
葬送行進曲（そうそうこうしんきょく）ハ短調 作品72-2（遺作）は、フレデリック・ショパンが1827年に作曲した作品。出版は死後の1855年であり、夜想曲第19番や3つのエコセーズと共に作品72として出版された。

## 構成
ab-cdc-abの簡単な三部形式。ハ短調。4分の4拍子。
C－Es音の付点リズムによる序奏の後行進曲が始まる。少年期の作品らしく単調。
中間部は変イ長調。右手はリズムを刻みながら左手で音階を基本にしたメロディーが流れる。
全体に吹奏楽編曲を想定したもの
といえ、単純さが逆に雄大な曲想になっている。メンデルスゾーンなど他の作曲家には結婚行進曲など明るいものが多いが、ショパンの場合は葬送行進曲が他にあり（ピアノソナタ第2番）、また前奏曲に「葬送」とあだ名されたものがあるだけである。
後年の作風を象徴する陰鬱な小品である。

## 版の問題
この作品は版によって大きく体裁が異なる。

### フォンタナ版
1855年にユリアン・フォンタナにより作品番号72-2が与えられた。
長らくこれが標準とされたが、校訂者のフォンタナはショパンの遺作を出版する際に彼の楽譜に手を加えたことが知られている。主な特徴として
- 主題の旋律がそのままで、主部の後楽節で変ホ長調に転調する。
- 移行部を持つ

などが挙げられる。

### オックスフォード版
1932年に奇妙な版が出版された。出だしから左右にオクターブを重ね、ショパンが滅多に使うことのなかったトレモロが多用される。また内声部の扱いも大きく異なり、反復記号も省かれている。そして最後にハ長調のコーダまでがad libという指定つきで付加された。
この版はおおよそショパンの作風とは程遠い、トレモロや極端な低音などが使われている為、ショパンの本来の意図とは考えにくく、管弦楽編曲のスケッチの途上といった様子である。

### エキエル版 ナショナルエディション
上記の両方の版に加え、残っている複数の手稿譜などを比較検討した版
- 主題の後楽節はハ短調のまま
- 内声部の扱いはどちらかというとオックスフォード版に近い
- ダ・カーポを用い、形式的に単純化している

## 歴史的演奏
1933年5月、ドイツ、フランクフルトにおいて、ユダヤ人の著作物を焼く焚書の祭典がナチスによって実施された際、ショパンの葬送行進曲が演奏される中、本は火の中に投げ込まれた。焼かれた本の中には、ショパンと交友のあったハインリヒ・ハイネの著作もあったという。